# Хамид ад-Дин аль-Кирмани
Хамид ад-Дин Абу-ль-Хасан Ахмад ибн Абдуллах аль-Кирмани (араб. حميد الدين الكَرْماني‎ ; 996—1021) — исмаилитский богослов, которому принадлежит заслуга систематизации философской системы исмаилизма. Занимал немаловажный пост в иерархии исмаилитов, будучи «худджей обоих Ираков» (то есть Ирака и Персии).

## Биография
Биографические сведения об аль-Кирмани крайне скупы, в основном из-за глубокой конспирации, к которой прибегали средневековые исмаилиты ради ведения пропаганды и сохранения структуры своей общины. Имел персидское происхождение и, судя по его нисбе, родился в провинции Керман. Он, вероятно, провел большую часть своей жизни, в качестве фатимидского проповедника (даи) в Багдаде и Басре. Аль-Кирмани был теологом и философом, который получил известность во время фатимидского халифа аль-Хакима Биамриллаха (правил 996—1021).
Будучи видным исмаилитским проповедником, он рассматривался каирским центром Фатимидов как один из самых учёных богословов и философов-исмаилитов того периода. Выступал с полемическими сочинениями и сыграл важную роль в опровержении экстремистских идей некоторых проповедников-диссидентов (например, учение ад-Дарази, приведшее к возникновению общины ливанских друзов), которые, провозглашали о божественности аль-Хакима. Около 1014 года аль-Кирмани был вызван в Каир, где он написал несколько трудов об этих «крайних» доктринах. Его сочинения были широко распространены, и в той или иной степени повлияли на сдерживание распространения «крайних» учений.

## Труды
Из почти тридцати его произведений, только восемнадцать, вероятно, сохранились до наших времён. Его главный философский трактат, Рахат аль-акль («Успокоение разума») был завершен в 1020 году. В этой работе аль-Кирмани попытался дать читателю возможность понять, как получить вечную жизнь разума, рай размышления в постоянно меняющемся мире. По всей видимости, последним произведением аль-Кирмани. На его «Успокоение разума» написан комментарий «Сокровище отрока» (Канз ал-валад) Ибрахима ибн аль-Хусейна аль-Хамиди (ум. 1161).
Среди других произведений аль-Кирмани можно отметить:
- аль-Акваль аз-захабийя — опровержение ар-Рази с аргументами против необходимости откровения;
- Китаб ар-рияд — книга, которая утверждает начало исмаилитской космологии;
- Хазаин аль-адилля («Кладезь доказательств») — трактование вопроса о Первоначале;
- ан-Нузум фи мукабалат ал-авалим («О взаимном соответствии миров») — рассматриваются вопросы причинности и структуризации универсума[2].